# Бугров, Юрий Александрович
Ю́рий Алекса́ндрович Бугро́в (1 сентября 1934, село Большое Болдино, Горьковская область — 18 января 2017, Курск) — русский писатель, краевед, историк. Кандидат исторических наук (2004). Президент Курского областного краеведческого общества (КурОКО). Главный редактор «Большой Курской энциклопедии». Заслуженный работник культуры Российской Федерации (1996).

## Биография
Родился в семье учителя. В 1958 году окончил Ленинградский институт авиационного приборостроения (ныне — ГУАП). 
С 1958 года жил в Курске. Работал по специальности на заводе «Прибор» (1958—1988), после чего вышел на пенсию. Одновременно занимался краеведением. В 1984 году организовал Курский краеведческий клуб «Кмети», в 1988 году возглавил вновь образованное Курское краеведческое общество.
В 2004 году защитил кандидатскую диссертацию «Развитие музыкально-сценической культуры и массовых зрелищ в российской провинции в середине XVIII — начале XX вв. (На материалах Курской губернии)».
Печатался в журналах: «Подъём», «Уральский следопыт», «Молодая гвардия».
Член Союза российских писателей. Член Союза журналистов России. Главный редактор научно-исторического журнала «Курский край», «Курские мемуары», Большой Курской Энциклопедии (3 тома 8 книг).

## Книги
- Курские встречи. — Воронеж, 1991;
- Призма памяти. Стихи. — Курск, 1994;
- Свет курских рамп. — Харьков, 1996;
- Русские веды. — Курск, 1997;
- Приключения в городе ТС. — Курск, 1998;
- Римские каникулы. — Харьков, 1998;
- Товарищество курских художников. — Курск, 1999;
- Поздний горицвет: Стихи, поэма. — Курск, 2001;
- «История курской епархии» Архивная копия от 18 октября 2018 на Wayback Machine, — Курск, 2001;
- Курский некрополь. — Курск, 2003;
- Курские литературные хроники. — Вып. 1—2. — Курск, 2003;
- Надежда Плевицкая. Удаль и печаль (альбом) — Курск, 2006 — Терорган ФСГС по Курской обл; — 76 с
- К уединённому долу. Жизнь и творчество поэта Валериана Бородаевского. — Курск, 2006;
- Любимых женщин имена: Любовная лирика. — Курск, 2008. — 476 с.
- Обреченные на любовь. (Проза) — Курск, 2009. — 374 с.
- Последние встречи. (Сборник стихов) — Курск, 2012. — 68 с.
- Власть и дело. — Курск, 2012; (Совместно с А.Пахомовой). — 170 с.
- Белые каравеллы детства. — Курск 2013. — 240 с.
- Как мыслю, так и пишу. — Курск 2016. — 296 с.
- Надежда Плевицкая — Удаль и печаль. — Курск 2016. — 112 с.
- К уединенному долу. Литературные прогулки. — Курск 2016. — 186 с.
- Улицы и лица города Курска — Курск, издательский дом Славянка, 2018. — 384 с.